# Географічний центр

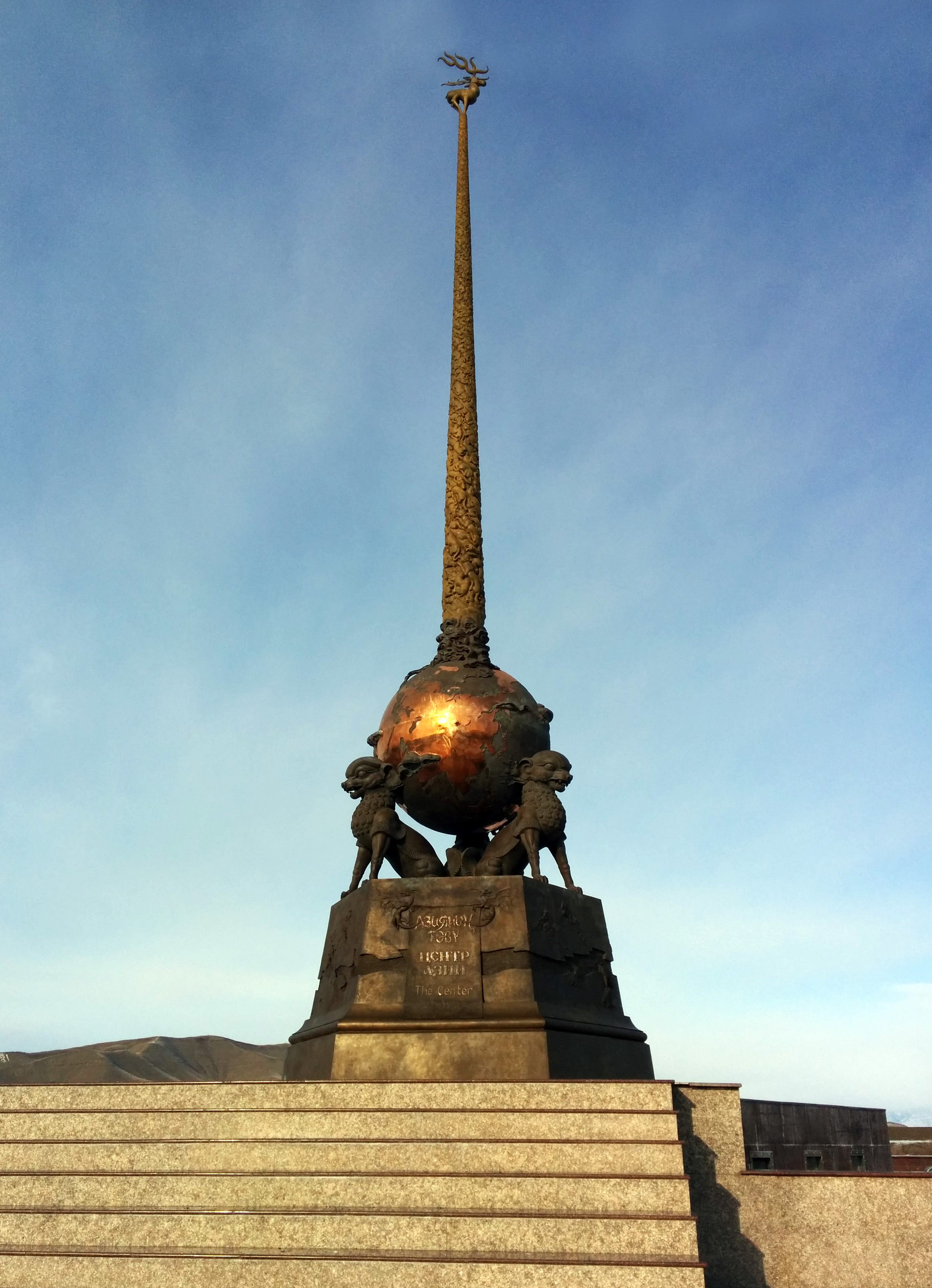
Кизил, Географічний центр Азії,

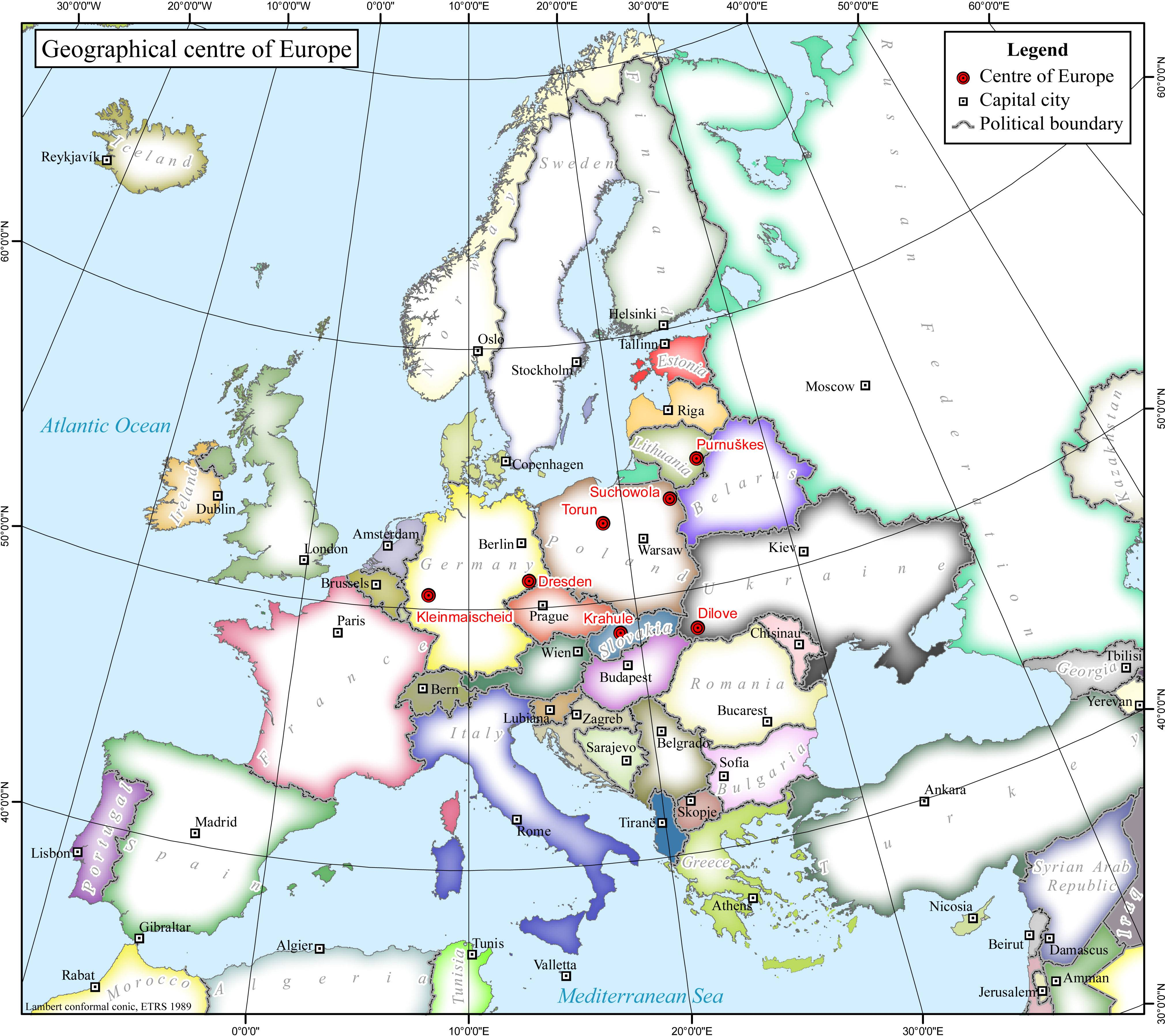
На мапі червоними крапками показано деякі з Центрів Європи:
село Ділове (Рахів, Україна), Крагуле (або Кремніцке Бане, Словаччина), Дрезден і Клайнмайшайд (ФРН), Торунь і Суховоля (Польща), Бернотай, або Пурнушкес (Литва)

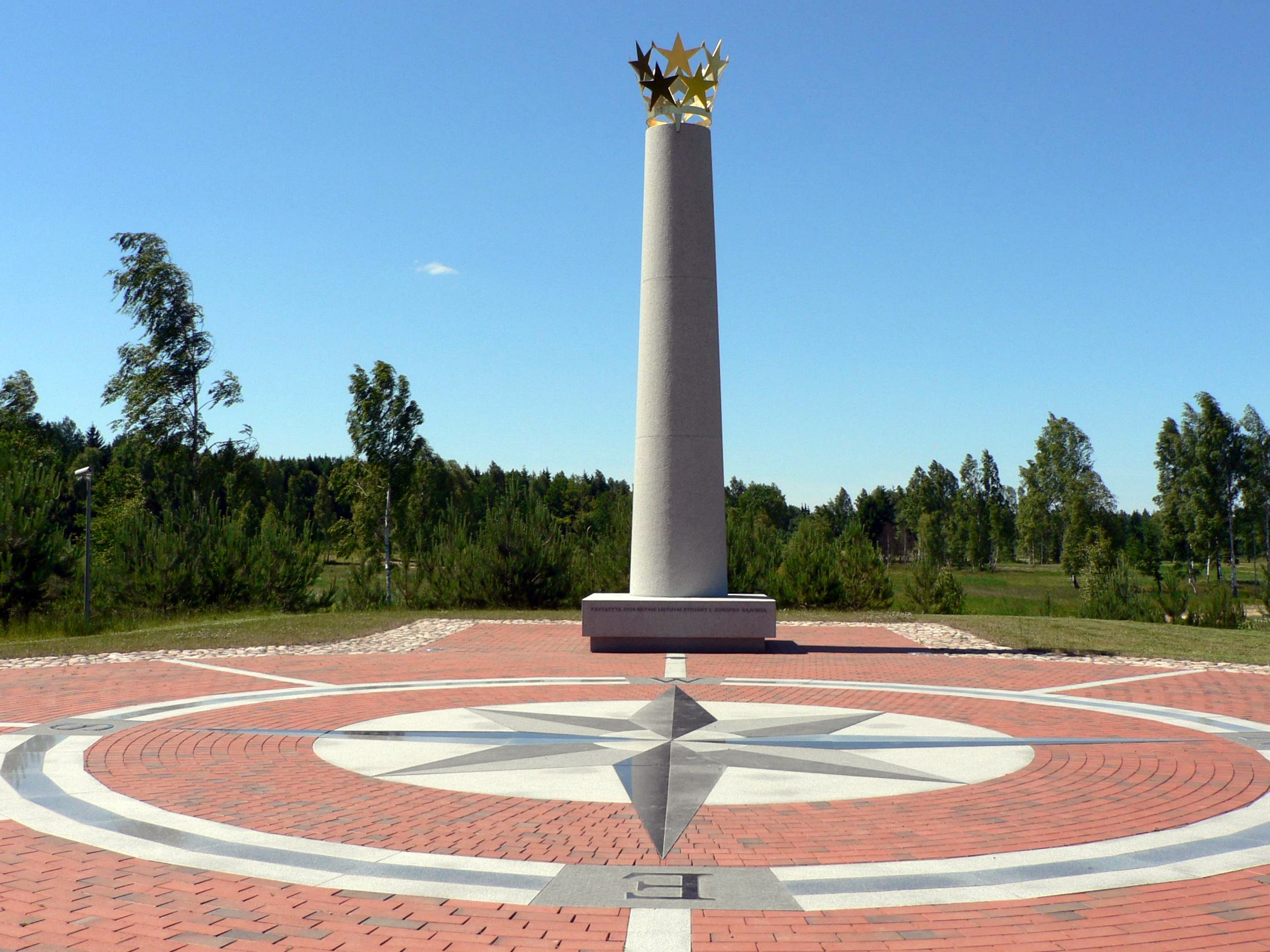
Стела, розташована в одному з географічних центрів Європи

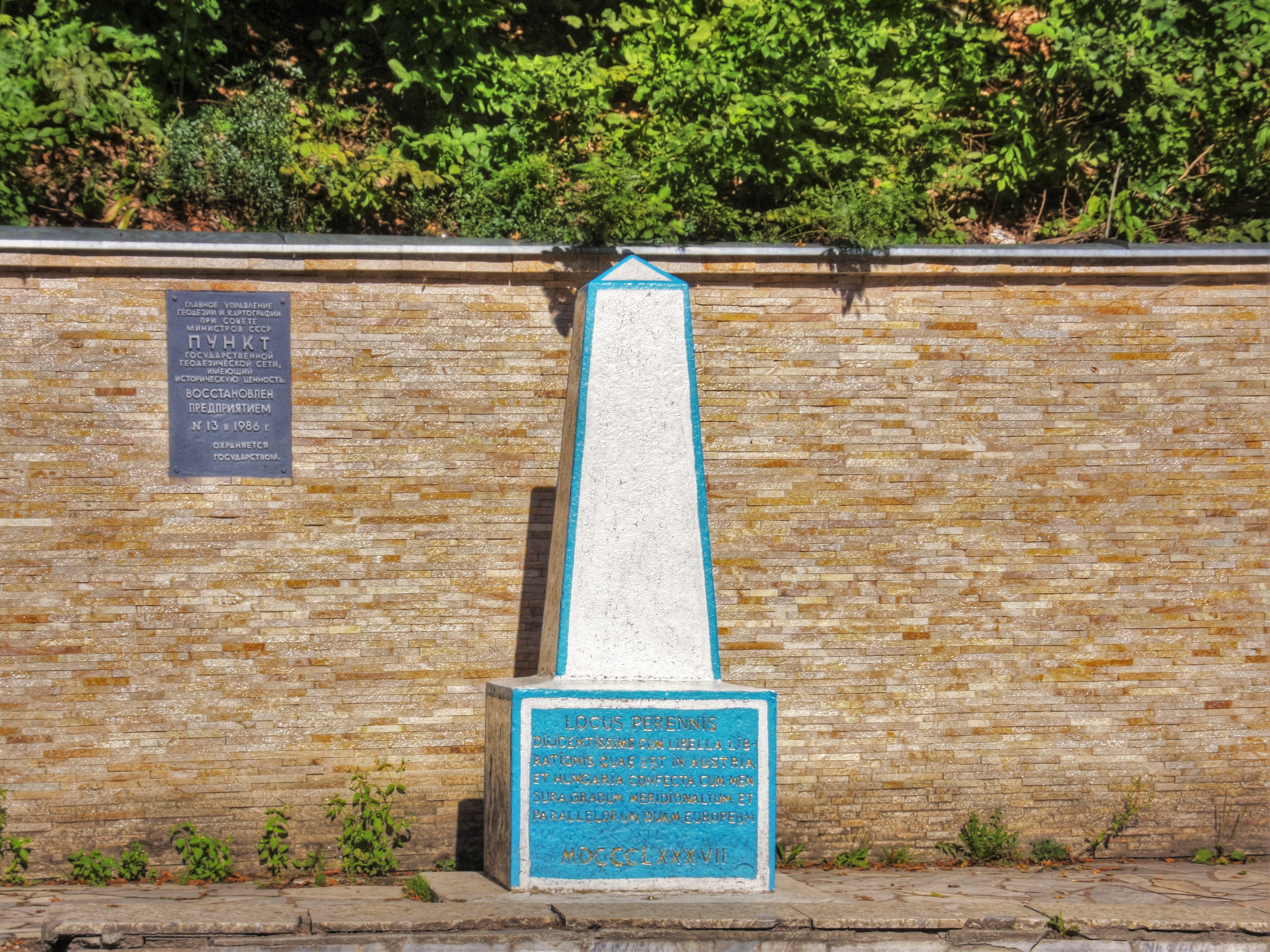
Геодезичний знак у с. Ділове, який вважають позначкою географічного центру Європи

Географічний центр — геометричний центр території (континенту, країни, адміністративного району). Існують кілька визначень географічного центру. Він може визначатися, як центр ваги площі поверхні з окресленням даної місцевості, або, з урахуванням кулястості Землі, як проєкція такого центру на земну поверхню; таке визначення застосовувалося  Д. Менделєєвим при визначенні центру Російської Імперії. Альтернативне визначення — точка, рівновіддалена від кордонів території, т. зв. «полюс недоступності». Географічний центр може також знаходиться, як медіанний центр (центроїд) — точка перетину відрізків, що попарно з'єднують саму західну і найсхіднішу точки території, і саму північну і найпівденнішу точку території — так, мабуть, спочатку знаходили географічний центр Європи.
Географічний центр може прив'язуватися до найближчого населеного пункту. У разі відсутності населеного пункту, центр визначається приблизно. Нерідко на місці географічного центру ставиться пам'ятний знак.

## Ресурси Інтернету
- Вікісховище має мультимедійні дані за темою: Географічний центр